# Brasão de armas da Checoslováquia
Vários brasões de armas foram utilizados ao longo da história da Checoslováquia.

## A Primeira República (1918-1938) e o pós-guerra (1945-1961)

O brasão de armas menor (1918-1939); brasão da Checoslováquia pós-guerra (1945-1961)
O brasão médio (1918-1939)
Brasão completo (1918-1939)

## Checoslováquia ocupada (1938-1945)

Brasão menor do Protectorado da Boémia e Morávia
Brasão completo do Protectorado
Reichsgau Sudetenland
Brasão do estado-fantoche Eslovaco da Segunda Guerra Mundial

## Após1961

Brasão da Checoslováquia comunista (1961 - 1989)
Brasão da Checoslováquia pós-Revolução de Veludo (1990-1992)

## Brasões de armas pós-Checoslováquia

Brasão de armas da República Checa. No quadrante superior direito está o leão da Boémia; no quadrante superior esquerdo, a águia axadrazada da Morávia; no quadrante inferior direito, a águia negra da Silésia; e no quadrante inferior esquerdo, novamente o leão boémio, a simbolizar a nação como um todo.
Brasão de armas da Eslováquia, uma cruz dupla, elevada no pico do meio de uma montanha azul escura de três picos.
Brasão de armas da Transcarpátia, um território da Ucrânia (anexado da Checoslováquia pela União Soviética após a Segunda Guerra Mundial). Adoptado a 30 de Março de 1920 por um acto do parlamento Checoslovaco e ainda hoje utilizado.